# Siedem cudów świata

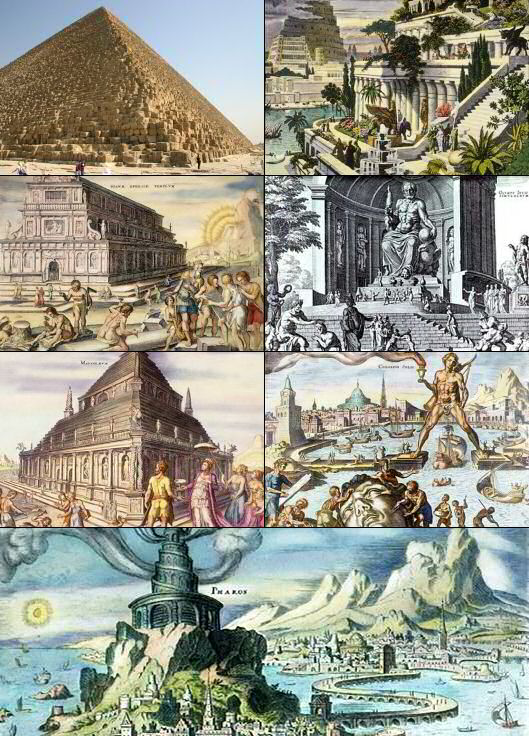
Siedem Cudów Starożytnego Świata (od lewej do prawej, od góry do dołu): Piramida Cheopsa, Wiszące ogrody Semiramidy w Babilonie, Świątynia Artemidy w Efezie, Posąg Zeusa w Olimpii, Mauzoleum w Halikarnasie, Kolos Rodyjski i Latarnia morska w Faros

Siedem cudów świata – lista najbardziej znanych budowli z okresu starożytności. Była swego rodzaju przewodnikiem turystycznym dla podróżników starożytności, którzy chcieli zobaczyć najbardziej sławne i znane miejsca.
Wzorowane na niej są różne inne listy (siedmiu) cudów świata. Nawiązuje do nich też pojęcie ósmego cudu świata.

## Historia
Najwcześniejsza znana wersja listy została stworzona w II wieku p.n.e. przez Antypatra z Sydonu. Lista, którą znamy dzisiaj została skompletowana w średniowieczu, kiedy to wiele z miejsc na niej umieszczonych już nie istniało. Jako że lista pochodzi głównie z antycznych greckich opowieści, umieszczono na niej tylko miejsca, które były znane i zwiedzane przez starożytnych Greków.
Początkowo używano nazwy theamata (gr. θεάματα), co znaczy „rzeczy godne zobaczenia” (Τὰ ἑπτὰ θεάματα τῆς οἰκουμένης [γῆς] „rzeczy godne zobaczenia w zamieszkałym świecie”). Później użyto słowa „cud” (thaumata θαύματα, „cuda”).
Budowle te są uważane za cuda, ponieważ znajdowały się pomiędzy najbardziej popularnymi celami turystycznymi nawet w czasach takich jak 1600 rok p.n.e. Graffiti turystów znajduje się na monumentach w dolinie królów od czasów, kiedy Sfinks miał tysiąc lat. Jest warte zauważenia, że wszystkie siedem cudów było stworzonych przez człowieka i nie są one dziełami natury. Razem z rewolucją przemysłową, jej wpływem na środowisko i powstaniem ruchu naturalistycznego w turystyce stworzona została lista siedmiu cudów natury.

## Siedem cudów świata
Wymienione według czasu ich konstrukcji cuda prezentują się następująco:
| Cud                         | Data powstania | Budowniczy         | Data zniszczenia | Przyczyna zniszczenia |
| --------------------------- | -------------- | ------------------ | ---------------- | --- |
| Piramida Cheopsa            | 2575 p.n.e.    | Egipcjanie         | nadal istnieje   | Chociaż niezniszczona, to w zmienionej formie: w średniowieczu pozbawiono ją licówki, a już w starożytności zrabowano skarby. |
| Wiszące ogrody Semiramidy   | 600 p.n.e.     | Babilończycy       | I wiek p.n.e.    | trzęsienie ziemi |
| Świątynia Artemidy w Efezie | 560 p.n.e.     | Grecy, Lidyjczycy  | III wiek n.e.    | wersja pierwotna spalona przez Herostratesa, a jej rekonstrukcja zniszczona przez najazd Gotów.                               |
| Posąg Zeusa w Olimpii       | 435–430 p.n.e. | Grecy              | V – VI wiek n.e. | pożar |
| Mauzoleum w Halikarnasie    | 353 p.n.e.     | Grecy, Karowie     | 1494 n.e.        | trzęsienie ziemi |
| Kolos Rodyjski              | 281 p.n.e.     | Grecy              | 224 p.n.e.       | trzęsienie ziemi |
| Latarnia morska na Faros    | 280–279 p.n.e. | Ptolemeusze, Grecy | 1303–1480 n.e.   | trzęsienie ziemi |

Oryginalna lista Antypatra zastępowała Latarnię z Aleksandrii Bramą Isztar. W starożytności wymieniano również posąg Asklepiosa w Epidauros wyrzeźbiony przez Trasymedesa z Paros oraz Kolosy Memnona. Aż do VI wieku naszej ery powyższa lista była w użyciu. Ze wszystkich tych cudów przetrwał tylko jeden i jest nim Wielka Piramida Cheopsa z Gizy. Istnienie wiszących ogrodów Semiramidy nie zostało nigdy definitywnie udowodnione. Źródła pokazują, że pozostałe pięć cudów zostało zniszczonych przez naturalne kataklizmy. Świątynia Artemidy i Posąg Zeusa zostały zniszczone przez ogień, podczas gdy Latarnia z Aleksandrii, Kolos Rodyjski i Mauzoleum w Halikarnasie zostały zniszczone przez trzęsienia ziemi. Niektóre z rzeźb z Mauzoleum w Halikarnasie i Świątyni Artemidy znajdują się w Muzeum Brytyjskim.